# Drosimomyia baueri
Drosimomyia baueri är en tvåvingeart som beskrevs av James 1950. Drosimomyia baueri ingår i släktet Drosimomyia och familjen vapenflugor.
Artens utbredningsområde är Vanuatu. Inga underarter finns listade i Catalogue of Life.